# Mlaka (gmina Komenda)
Mlaka – wieś w Słowenii, w gminie Komenda. W 2018 roku liczyła 285 mieszkańców.